# Фёдорово (Хабаровский край)

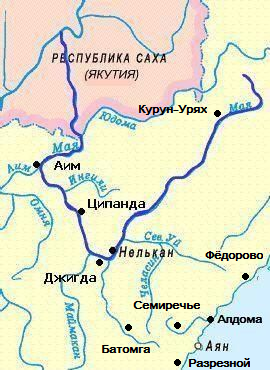

Фёдорово — село в Аяно-Майском районе Хабаровского края. Находится на межселенной территории.

## География
Село находится на берегу Охотского моря, на расстоянии 75 км к северо-востоку от села Аян, административного центра района.

## Население
| 2002 | 2010 | 2012 | 2019 | 2021 |
| ---- | ---- | ---- | ---- | ---- |
| 0    | →0   | →0   | →0   | →0   |